# تيد كوتريل
تيد كوتريل (بالإنجليزية: Ted Cottrell)‏ هو لاعب كرة قدم أمريكية أمريكي، ولد في 13 يونيو 1947 في تشيستر في الولايات المتحدة.

## وصلات خارجية
- تيد كوتريل على موقع مرجع كرة القدم المحترفة.كوم (الإنجليزية)